# Jed (album)
Jed è il secondo album del gruppo rock statunitense Goo Goo Dolls.

## Il disco
Il disco vede l'esordio alla voce del chitarrista Johnny Rzeznik che canta le canzoni Up Yours e James Dean. 
Il cantante Lance Diamond di Buffalo (città dove si è formata la band) canta Down on the Corner e la traccia Sex Maggot prende quello che era il nome originario della band. Tutte le restanti tracce vengono cantate dal bassista Robby Takac. Come nel precedente album sono presenti due cover: Down on the Corner dei Creedence Clearwater Revival e Gimme Shelter dei The Rolling Stones.

## Tracce
1. Out of Sight – 2:10
2. Up Yours – 1:37
3. No Way Out – 2:39
4. 7th of Last Month (Or Iggy the Cat Gets a Bath) – 3:08
5. Love Dolls – 2:07
6. Sex Maggot – 1:56
7. Down on the Corner – 3:24
8. Had Enough – 2:48
9. Road to Salinas – 2:40
10. Em Elbmuh – 1:02
11. Misfortune – 1:59
12. Artie – 2:43
13. Gimme Shelter – 2:15
14. James Dean – 3:51

## Formazione
- Johnny Rzeznik - voce e chitarra elettrica
- Robby Takac - voce e basso
- George Tutuska - batteria